# Infolibre
infoLibre es un diario digital en español publicado por primera vez el 7 de marzo de 2013. Su redacción se localiza en Madrid, España.

## Datos generales
Es un diario creado por periodistas procedentes, entre otros, del diario Público, El País y Radio Televisión Española, con una línea editorial de izquierda. Es pionero en el mercado de medios digitales españoles por su modelo de negocio, en el que una parte de los contenidos son de pago y cerrado para suscriptores. Los abonados del diario reciben un avance diario de contenidos hacia la medianoche y una revista mensual en papel y en formato digital, TintaLibre, dedicada a crónicas y reportajes, y cuyo primer número salió la venta el 9 de marzo de 2013.

## Dirección
InfoLibre y TintaLibre están dirigidos editorialmente por Jesús Maraña, exdirector de Público. La directora del diario digital es Virginia Pérez Alonso, y completan el equipo de dirección Juan Carlos Ortiz de Elguea (subdirector), Fernando Varela (redactor jefe) y Yolanda González (corresponsal política). A la cabeza de TintaLibre está Ramón Reboiras.

## Accionistas, socios y apoyos
InfoLibre cuenta con varios socios que aportan capital, entre ellos editoriales, como el diario digital francés Mediapart y la editorial Edhasa. Además de las cuotas abonadas por los socios, se financia a través de una Sociedad de Amigos, a la que pertenecen figuras del mundo de la cultura como Luis García Montero, Emilio Lledó, Fernando León de Aranoa, El Gran Wyoming, Almudena Grandes, Joaquín Sabina, Pedro Almodóvar, Gonzalo López Alba y Baltasar Garzón, entre otros.
La estructura accionarial debe ser tal que respete por estatutos el control único y exclusivo por los periodistas sobre la información y los criterios editoriales. El principal accionista individual es una sociedad formada por los cinco periodistas fundadores. Desde su origen, InfoLibre renunció a los así llamados "acuerdos institucionales" opacos mediante los que las grandes empresas financian a la inmensa mayoría de los medios de comunicación a cambio de publicidad y/u otros acuerdos.